# آش ترش
آش ترش یکی از غذاهای سنتی آش ترش مختص شهرهای ملایر و همدان و بروجرد و نهاوند همچنین استان زنجان و استان مازندران است.. این آش با کشمش سرخ شده، نخود و لوبیا، سبزی، پیاز داغ، ترشی یا سرکه و شیره انگور یا شیره ازگیل پخته می‌شود.